# 佩尼亞洛倫
33°29′S 70°33′W / 33.483°S 70.550°W

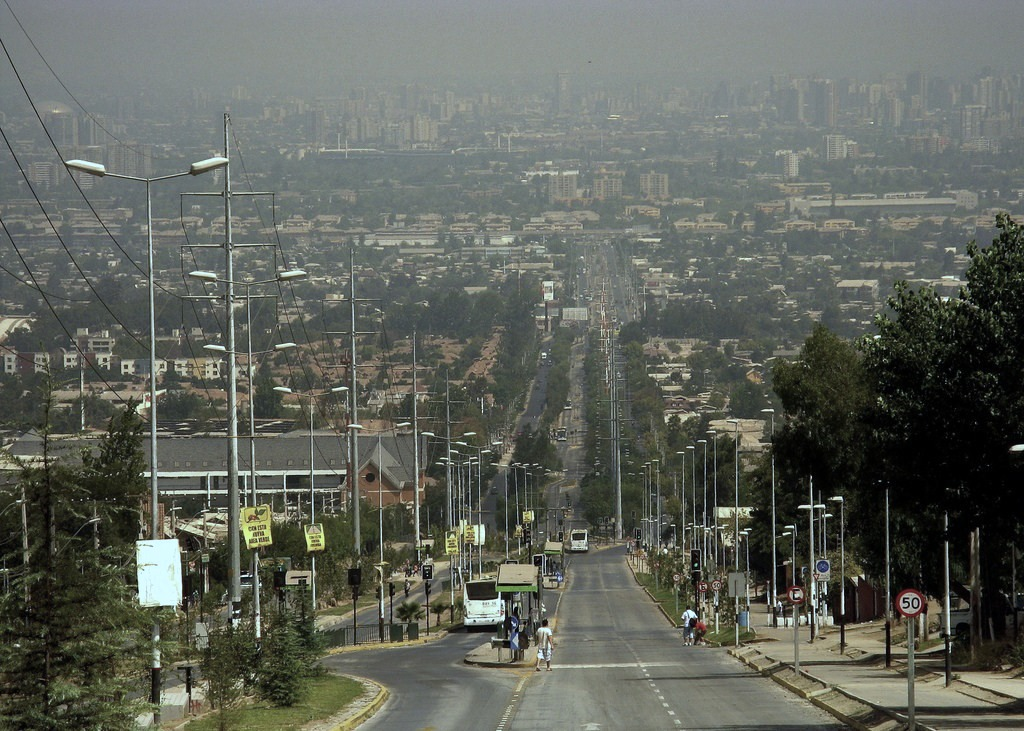

佩尼亞洛倫（西班牙語：Peñalolén），是智利的城鎮，位於該國中部聖地亞哥首都大區的聖地亞哥省，始建於1984年11月15日，面積54.2平方公里，海拔高度688米，2002年人口216,060人，人口密度每平方公里4,000人。